# Generální inspekce bezpečnostních sborů

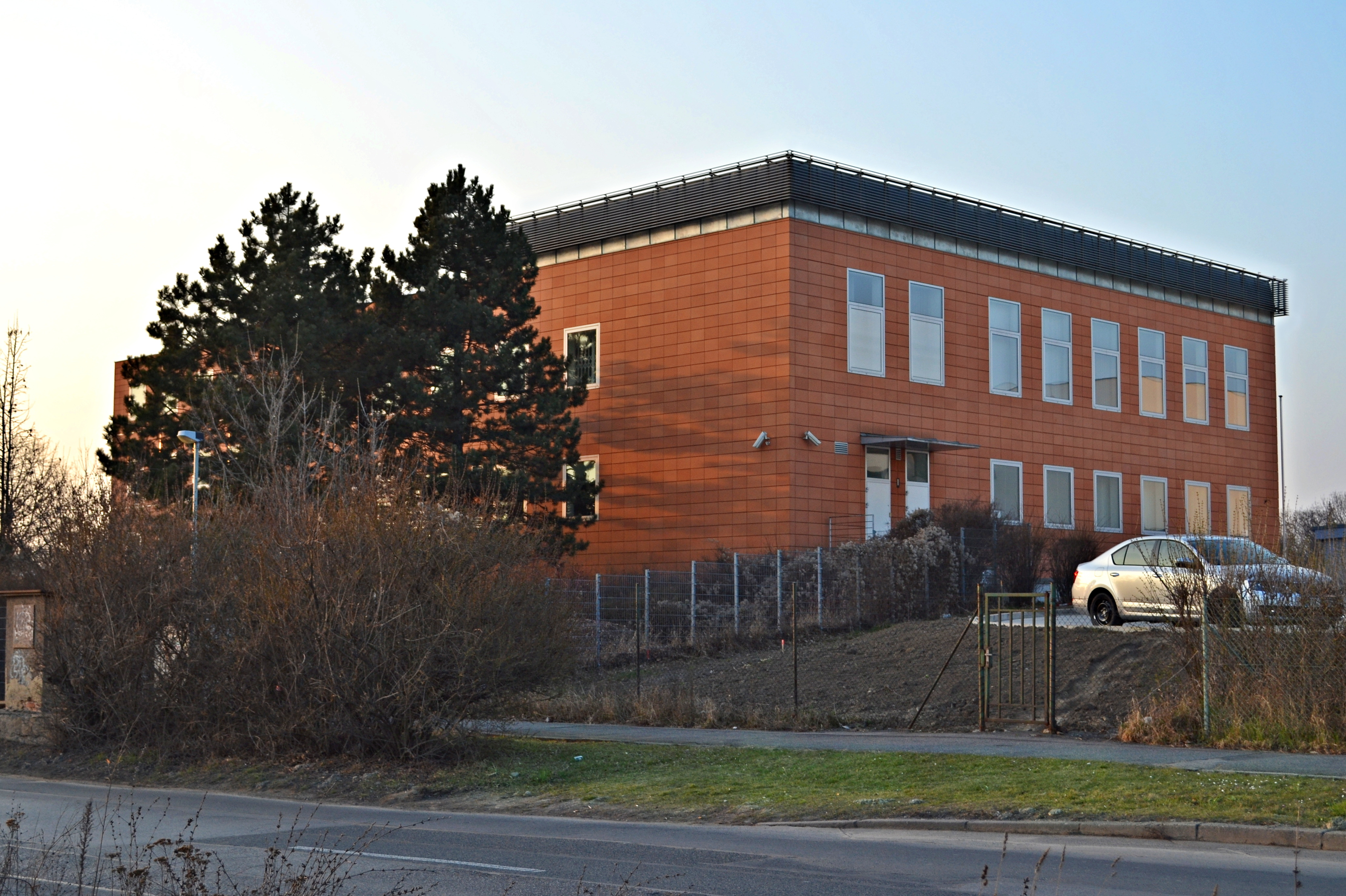
Centrála GIBS v Praze-Břevnově

Generální inspekce bezpečnostních sborů (GIBS) je ozbrojený bezpečnostní sbor České republiky, jehož úkolem je kontrolní a vyšetřovací činnost příslušníků a zaměstnanců některých českých bezpečnostních sborů. Vznikla 1. ledna 2012 na základě zákona č. 341/2011 Sb., o Generální inspekci bezpečnostních sborů. GIBS provádí kontrolu, odhalování a vyšetřování trestných činů spáchaných příslušníky Policie České republiky, Celní správy České republiky, Vězeňské služby České republiky nebo příslušníky GIBS, případně civilními zaměstnanci těchto sborů.
Příslušníci inspekce jsou ve služebním poměru, který upravuje zákon č. 361/2003 Sb., o služebním poměru příslušníků bezpečnostních sborů. Generální inspekce bezpečnostních sborů měla v roce 2018 celkem 253 příslušníků a dalších 55 civilních zaměstnanců v pracovním poměru. V čele Generální inspekce bezpečnostních sborů stojí ředitel, kterým je od roku 2023 Vít Hendrych.

## Účel
Generální inspekce bezpečnostních sborů funguje dle zákona č. 341/2011 Sb., ve znění pozdějších předpisů, a má za úkol zejména vyhledávat, odhalovat a vyšetřovat skutečnosti nasvědčující tomu, že byl spáchán trestný čin, jehož pachatelem je příslušník Policie České republiky, celník, příslušník Vězeňské služby, příslušník inspekce anebo zaměstnanci těchto útvarů. GIBS začala fungovat 1. ledna 2012, do té doby existovaly zvláštní inspekce pro policii, zvláštní pro vězeňské služby či celníky.

## Vedení
V čele Generální inspekce bezpečnostních sborů stojí ředitel, kterého jmenuje a odvolává na návrh vlády a po projednání ve výboru Poslanecké sněmovny příslušném ve věcech bezpečnosti předseda vlády. Tomu je ředitel z výkonu své funkce odpovědný.

### Seznam ředitelů
- plk. Ivan Bílek (prozatímní ředitel 1. ledna 2012[3][4] – 30. června 2012, ředitel 1. července 2012[5][6] – 30. listopadu 2015[7])
- plk. Michal Murín (7. prosince 2015[8][9] – 30. dubna 2018[10][11])
- brig. gen. Radim Dragoun (1. září 2018[12] – 31. srpna 2023[13])
- genmjr. Vít Hendrych (od 7. září 2023[13])

## Historie
Při politické krizi v roce 2010 požadovala strana Věci veřejné (VV) odvolání tehdejšího policejního prezidenta Oldřicha Martinů a jejich tehdejší ministr vnitra Radek John požadoval jmenování nového policejního prezidenta. Situace se vyhrotila až do té míry, že musel do jednání vstoupit prezident ČR Václav Klaus a došlo k neveřejné dohodě. S odstupem času se ukázalo, že obsahem této dohody byla skutečnost, že VV vyberou nového policejního prezidenta a Občanská demokratická strana (ODS) šéfa nově vytvořené Generální inspekce bezpečnostních sborů.
Na počátku roku 2018 se GIBS dostala do oblasti zájmu veřejnosti, když premiér Andrej Babiš projevil snahu zbavit ředitele GIBS Michala Murína jeho funkce. V březnu 2018 s ním zahájil kázeňské řízení o přestupku. Tento jeho krok vzbudil kontroverze, jednak kvůli obavám z domnělé snahy Babiše ovlivnit běžící vyšetřování jeho osoby v souvislosti s podezřením z dotačního podvodu v kauze Čapí hnízdo, jednak proto, že v tomto případě předseda vlády použil zákon platný pro řadové policisty, kterým Michal Murín nebyl. Spekulacím měl nahrávat i fakt, že se po tomto kroku GIBS skutečně začala zajímat o novináře, kteří v minulosti informovali veřejnost o některých jednotlivostech v souvislosti s Babišovou kauzou Čapí hnízdo.
Dne 17. dubna 2018 se po dlouhých debatách a spekulacích rozhodl někdejší šéf GIBS Michal Murín rezignovat ke konci dubna na svou funkci. Oficiálním důvodem byly zdravotní problémy, protože Murín byl několik dní před rezignací hospitalizován v jedné z pražských nemocnic. Opoziční strany se však domnívaly, že pravým důvodem byl tlak tehdejšího premiéra Andreje Babiše na Michala Murína. Dle opozičních stran se mělo jednat o pokus premiéra v demisi o ovládnutí policie a kontroly nad ní.

## Služební medaile
Podle vyhlášky Ministerstva vnitra č. 433/2004 Sb. uděluje Generální inspekce bezpečnostních sborů svým příslušníkům následující dvě služební medaile:
| Za zásluhy o bezpečnost | Za věrnost (I., II. a III. stupeň) |
| ----------------------- | ---------------------------------- |
|                         |                                    |